# Orimarga longiventris
Orimarga longiventris är en tvåvingeart som beskrevs av Evgenyi Nikolayevich Savchenko 1974. Orimarga longiventris ingår i släktet Orimarga och familjen småharkrankar.
Artens utbredningsområde är Azerbajdzjan. Inga underarter finns listade i Catalogue of Life.